# Důl Faščivska
Důl Faščivska (ukrajinsky Шахта Фащівська) je uhelný důl, který se nachází  v Luhanské oblasti na jihovýchodní Ukrajině. Celkový objem uhlí v dole se v roce 2001 odhadoval na 12,9 milionů tun. Denní výtěžnost je 285 tisíc tun uhlí.